# Indigofera rigioclada
Indigofera rigioclada är en ärtväxtart som beskrevs av William Grant Craib. Indigofera rigioclada ingår i släktet indigosläktet, och familjen ärtväxter. Inga underarter finns listade i Catalogue of Life.